# Dispersionsmodell
Das Dispersionsmodell ist ein Modell zur Beschreibung der Verweilzeit von Substanzen in chemischen Reaktoren. Damit ist es neben dem Kaskadenmodell ein Verweilzeitmodell, das in der Verfahrens- und Bioreaktortechnik angewendet werden.
Der Begriff Dispersionsmodell wird jedoch auch bei anderen Dispersionsprozessen angewendet, z. B. bei elektromagnetischen Wellen oder in der Geologie.
Das Dispersionsmodell eignet sich zur Beschreibung der Verweilzeit in Reaktoren wie Rührkesseln und Strömungsrohren, in denen annähernd eine Kolbenströmung vorliegt. In Systemen, in denen eine starke Vermischung vorliegt, kann das Modell jedoch nur schlecht zur Bestimmung der Verweilzeit dienen.
Das Dispersionsmodell bezieht sich dabei auf die einheitslose Kenngröße der Bodenstein-Zahl:
- bei hoher Bodenstein-Zahl liegt annähernd eine Kolbenströmung und daher keine axiale Rückvermischung statt.[6]
- eine kleine Bodenstein-Zahl dagegen deutet auf ein stark (axial) rückvermischtes System hin.

Bei der Justierung eines Rührkesselreaktors sollte dabei eine möglichst niedrige Bodenstein-Zahl erreicht werden, um optimale Verhältnisse der Mischung zu erreichen. Es handelt sich dann um einen ideal rückvermischten Reaktor.